# إليجاه مارتن
إليجاه مارتن (بالإنجليزية: Elijah Martin)‏ (8 يوليو 1996 بفريسنو في الولايات المتحدة - ) هو لاعب كرة قدم أمريكي في مركز الوسط. شارك مع منتخب الولايات المتحدة تحت 17 سنة لكرة القدم. أما مع النوادي، فقد لعب مع لوس انجلوس غالاكسي 2 وIMG Academy Bradenton ‏.

## وصلات خارجية
- إليجاه مارتن على موقع قاعدة بيانات كرة القدم.إي يو (الإنجليزية)
- إليجاه مارتن على موقع Soccerway.com (الإنجليزية)